# Operation Allied Force
10-Tage-Krieg – Kroatienkrieg – Bosnienkrieg – Kosovokrieg
Operation Allied Force (OAF; ungefähre Übersetzung: „Unternehmen Bündnisstreitmacht“) war der Deckname einer militärischen Operation der NATO gegen die Bundesrepublik Jugoslawien, die sie im Rahmen des Kosovokrieges vom 24. März bis 10. Juni 1999 durchführte. Die im Wesentlichen von den Vereinigten Staaten geführte Militäroperation war der erste Krieg, den die NATO sowohl außerhalb eines Bündnisfalls, dessen Ausrufung bis dahin als Grundlage eines NATO-weiten Vorgehens galt, als auch ohne ausdrückliches UN-Mandat führte. Die Völkerrechtsmäßigkeit des Einsatzes ist bis heute umstritten.
Die NATO konzipierte die Operation in Form eines Luft-Boden-Krieges, den sie ohne weitläufige Gefährdung eigener Truppen ausschließlich über die militärtechnische Nutzung weltraum- und luftgestützter Methoden führte. Insgesamt warfen die im Rahmen der Operation eingesetzten Flugzeuge 28.018 Sprengkörper ab; 83 Prozent dieser Abwürfe erfolgten durch Flugzeuge der United States Air Force (USAF).
Nach der Operation Allied Force suchten und bargen Minenräumboote der NATO Munition, die NATO-Flugzeuge nach Einsätzen planmäßig über der Adria abgeworfen hatten (Operation Allied Harvest und Allied Harvest II).

## Chronik

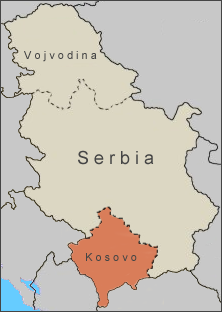
Kosovo

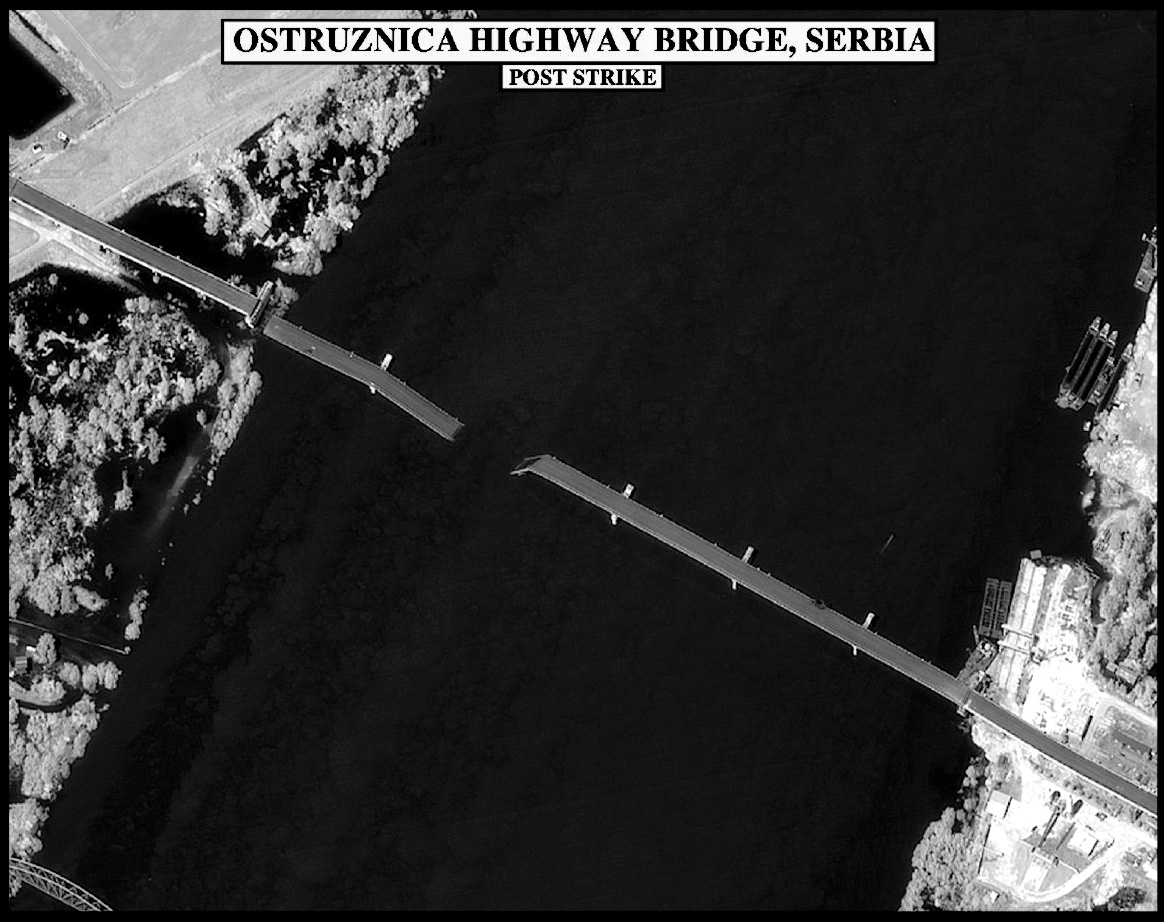
Autobahnbrücke bei Ostružnica nach einem alliierten Luftangriff am 1. Juni 1999

Nach den erfolglosen Verhandlungen von Rambouillet, die zur Beendigung des Konfliktes zwischen den serbischen Sicherheitsbehörden und der von der albanischen Bevölkerungsmehrheit im Kosovo unterstützten UÇK geführt wurden, erfolgten die ersten Angriffe der OAF in zwei Wellen zwischen dem 24. März 19:41 Uhr und dem 25. März 1999 03:30 Uhr mit rund 200 Flugzeugen und ca. 50 Lenkwaffen und der Bombardierung zahlreicher Ziele in der gesamten Bundesrepublik Jugoslawien.
Fünf MiG-29 der Luftwaffe der Jugoslawischen Streitkräfte (Vojska Jugoslavije / VJ) flogen überwiegend in Tandems den NATO-Flugzeugen entgegen und wurden von einem starken Aufgebot von Abfangjägern gestellt. Am 24. März wurden eine MiG-29 durch niederländische F-16AM und zwei durch F-15 der USAF im Luftkampf abgeschossen. Zwei weitere MiG-29 der Luftwaffe (Ratno vazduhoplovstvo, RV) wurden am 26. März über dem bosnischen Luftraum bei Tuzla abgeschossen; ein Pilot des RV starb dabei. Nachdem keine der verbliebenen MiG-29 im militärischen Sinn operativ einsatzbereit war und die Piloten über schwere technische Mängel der Maschinen klagten, wurden die Flüge bis auf weiteres eingestellt. Die 250. Raketenbrigade der jugoslawischen Flugabwehr (Protivvazdušna odbrana, PVO) konnte am 27. März 1999 mit dem Flugabwehrraketensystem S-125 Newa ein US-Tarnkappenflugzeug vom Typ F-117A über Buđanovci im Srem abschießen.
Da während der OAF innerhalb des politischen NATO-Bündnisses kein Konsens über die Entsendung von Bodentruppen erreicht werden konnte und die Luftschläge sich als wenig effektiv im Hinblick auf die Operationen der Jugoslawischen Streitkräfte (Vojska Jugoslavije / VJ) im Kosovo herausstellten, die zur Flucht von mehreren hunderttausend Kosovo-Albanern führten, wurden die Luftangriffe auf Ziele der zivilen Infrastruktur ausgeweitet. Durch die unvorhergesehene Länge des Luftkriegs führte die OAF zum eigentlichen Kosovokrieg, der operativ und strategisch maßgeblich vom SACEUR Wesley Clark und seinem zuständigen Luftwaffenchef Michael C. Short gegen die militärische Infrastruktur und insbesondere Truppen der VJ im Kosovo unter Oberbefehl von Dragoljub Ojdanić und mit Hilfe der im Kosovo und Albanien operierenden Einheiten der UÇK im Bodenkrieg gegen die jugoslawische Armee koordiniert wurde.
Am 15. April 1999 definierte US-Verteidigungsminister William Cohen gegenüber dem Kontrollausschuss der amerikanischen Streitkräfte das Ziel der alliierten Luftangriffe gegen Jugoslawien wie folgt: „Our military objective is to degrade and damage the military and security structure that President Milosevic has used to depopulate and destroy the Albanian majority in Kosovo.“ Die jugoslawische Regierung hatte unterdessen erklärt, dass die stattfindenden Militäreinsätze dem Schutz der serbischen Minderheit im Kosovo vor Übergriffen der UÇK dienten.
Nach einem Monat Pause setzte das RV wieder eine weitere MiG-29 ein. Diese wurde am 4. Mai 1999 über Valjevo abgeschossen. Der Pilot, der Kommandeur des 204. Flugregimentes, starb dabei. Nach diesem letzten erfolglosen Einsatz einer MiG-29 wurden die verbleibenden Flugzeuge der 127. Jagdfliegerstaffel nicht mehr eingesetzt. Insgesamt verlor das RV elf MiG-29, davon sechs bei Luftkämpfen, ein Jäger wurde beschädigt. Alle operativen zehn MiG-29 des RV kamen während des Kriegs zum Einsatz. Insgesamt wurden die MiG-29 der 127. Jagdfliegerstaffel neunmal bei Kampfflügen eingesetzt, davon sieben Einzel- und zwei Rottenflüge.
Am 2. Mai 1999 stürzte während der Operation nahe Metlić eine US-amerikanische F-16CG ab. Der Pilot konnte sich mit dem Schleudersitz retten.
Am 7. Mai 1999 bombardierte die NATO die chinesische Botschaft in Belgrad, wobei drei chinesische Journalisten starben. Die NATO erklärte, es habe sich um ein Versehen gehandelt. Laut einem Bericht der britischen Zeitung The Observer erfolgte die Bombardierung absichtlich, weil angeblich jugoslawische bzw. serbische Militärs die Botschaft als Funkstation nutzten.
Bei einem Luftangriff auf eine Brücke bei Varvarin über die Morava wurden zehn Zivilisten getötet und 30 verletzt, 17 davon schwer.
Zur Beendigung des Konfliktes führten neben der militärischen Eskalation der Angriffe auf serbische Großstädte die diplomatischen Aktivitäten der Verhandlungstroika vom 2. Juni und 3. Juni 1999 unter Leitung des finnischen Präsidenten Martti Ahtisaari, des US-amerikanischen Unterhändlers Strobe Talbott und des russischen Unterhändlers Wiktor Stepanowitsch Tschernomyrdin. Mit dem überraschenden Umschwenken Tschernomyrdins zu Gunsten des Ahtisaari-Plans erklärte sich Slobodan Milošević am 3. Juni 1999 zur Erfüllung der Auflagen der NATO bereit. Der militärisch-technischen Vereinbarung zwischen der NATO und der VJ in den Verhandlungen von Kumanovo folgte ab dem 10. Juni 1999 der Rückzug der jugoslawischen Truppen aus dem Kosovo und die Einrichtung einer Übergangsverwaltung durch die Vereinten Nationen (UNMIK) unter dem Schutz der KFOR.

## Grundidee der Operationsführung und Ziele der NATO
Der Nordatlantikrat der NATO formulierte am 12. April 1999 die Voraussetzungen, unter denen die Luftstreitkräfte ihre Bombardierung von Zielen in Jugoslawien einstellen würden:
- Die Bundesrepublik Jugoslawien stellt das Ende der militärischen Operationen im Kosovo sicher und beendet Gewaltaktionen und Unterdrückung der albanischen Bevölkerung.
- Die Bundesrepublik Jugoslawien stellt den Abzug der eigenen Truppen bestehend aus Armee- und Polizeikräften sowie Paramilitärs aus dem Kosovo sicher.
- Die Bundesrepublik Jugoslawien akzeptiert die Stationierung einer internationalen Militärtruppe im Kosovo.
- Die Bundesrepublik Jugoslawien akzeptiert die bedingungslose und sichere Rückkehr aller Flüchtlinge und den ungehinderten Zugang von internationalen Hilfsorganisationen zu ihnen.
- Die Bundesrepublik Jugoslawien bekräftigt ihren Willen, an einer politischen Lösung der Kosovo-Frage auf der Basis der Rambouillet-Verhandlungen und unter geltendem internationalen Recht und der Charta der Vereinten Nationen mitzuarbeiten.

Operation Allied Force umfasste dabei vor allem den massiven Einsatz alliierter Luftstreitkräfte gegen zivile und militärische Hochwertziele in Jugoslawien. Dieser Ansatz wurde von der NATO gewählt, um das Risiko für ihre Flugzeuge und Piloten möglichst gering zu halten. Im Verlauf der Operation griffen sie vermehrt Infrastrukturziele wie Brücken, Fabriken und Kraftwerke an, um die jugoslawische Bevölkerung zu einer Protesthaltung gegen Präsident Slobodan Milošević zu bringen.

## Beteiligte NATO-Kontingente

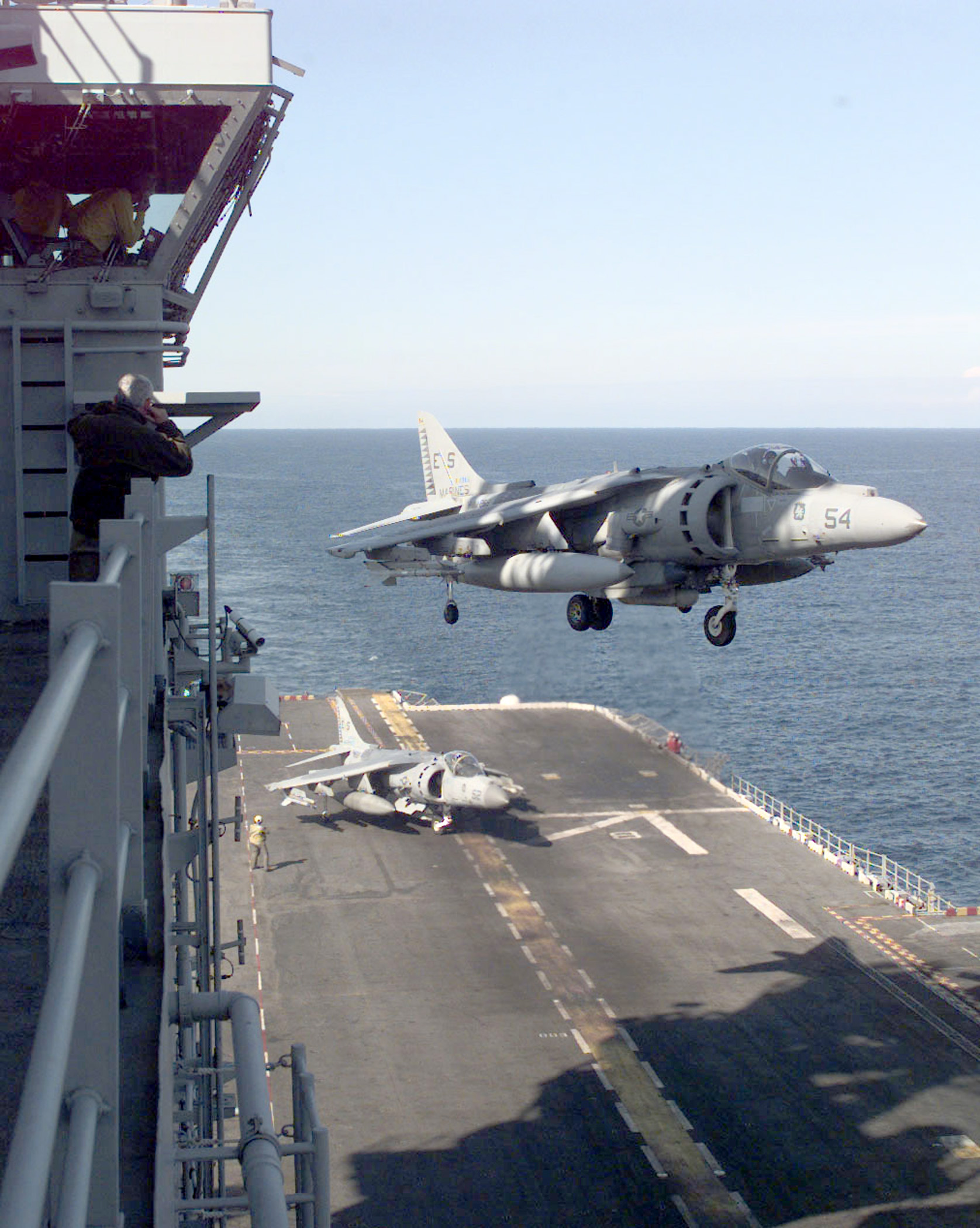
Eine AV-8B „Harrier II“ des USMC landet auf der USS Nassau, 14. April 1999

### Luftstreitkräfte
Die Hauptlast der Operation wurde von der United States Air Force und Royal Air Force getragen. Neben der Beteiligung von Truppen aus Belgien, Dänemark, Türkei, Italien, Kanada, den Niederlanden, Spanien, beteiligte sich die deutsche Luftwaffe erstmals nach Ende des Zweiten Weltkrieges an einem bewaffneten Kampfeinsatz, unter anderem mit den Kampfflugzeugen Tornado Recce zur Luftaufklärung und Tornado ECR zur Bekämpfung der Flugabwehr.

### Seestreitkräfte
Die NATO-Flotte operierte vorwiegend in der Adria. Die Seestreitkräfte der USA und Großbritanniens entsandten eine aus Flugzeugträgern, Zerstörern und Fregatten bestehende Task Force. Die Deutsche Marine beteiligte sich mit dem Zerstörer Lütjens, den Fregatten Rheinland-Pfalz und Bayern und dem Flottendienstboot Oker und Flottendienstboot Oste an den maritimen Operationen.

## Luftverteidigung der Bundesrepublik Jugoslawien

### Flugabwehr der VJ

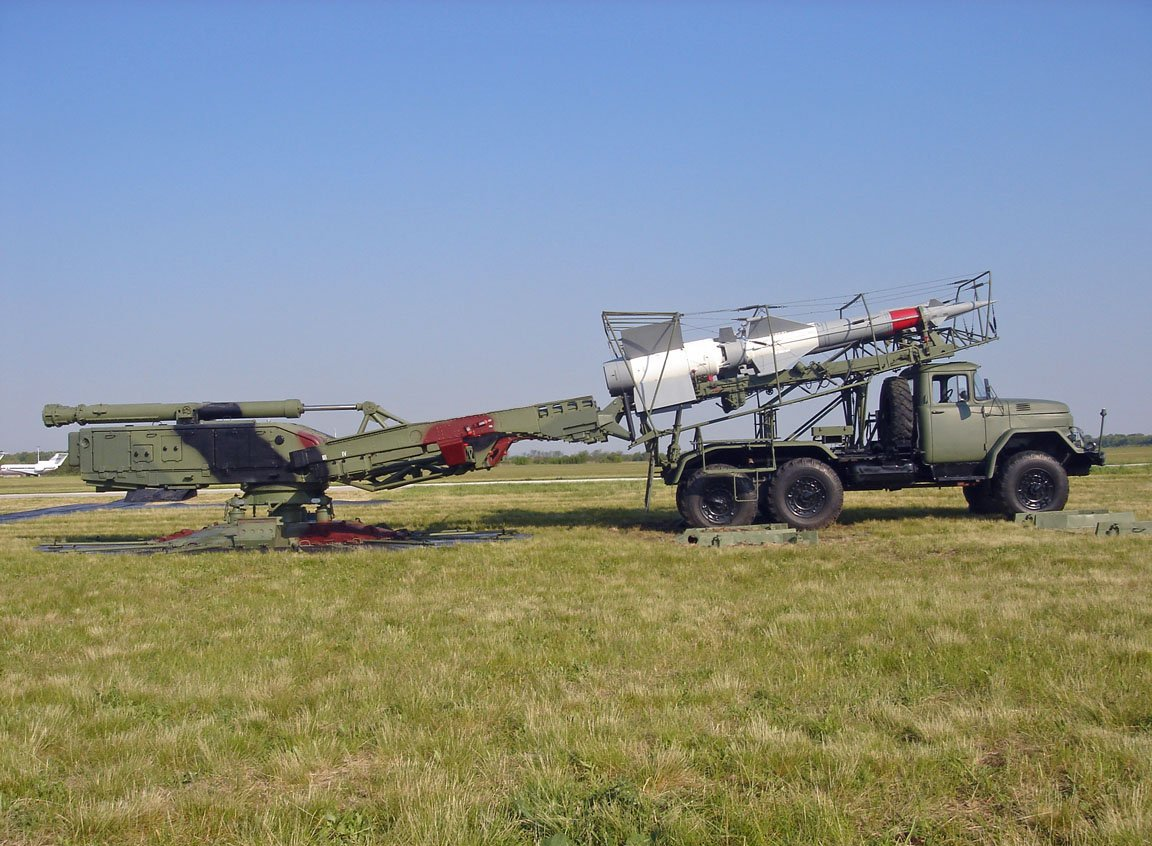
Flugabwehrrakete S-125 Newa (SA-3) der serbischen Armee

Die Hauptlast der Luftverteidigung der VJ übernahm die 250. Raketenbrigade der Flugabwehr (Protivvazdušna odbrana, PVO). Die PVO nutzte Raketen-Systeme der Dritten Generation, konnte aber am 27. März 1999 ein US-Tarnkappenflugzeug vom Typ F-117A über Buđanovci im Srem abschießen. Neben fünf S-125-Newa-M-Divisionen in Jakovo, Batajnica, Obrenovac, Kraljevo und Smederevo waren sechs Divisionen mit 2K12-„Kub“-Batterien (NATO-Codename SA-6) ausgestattet. Während die Newa-Batterien strategisch in einem Ring um Belgrad angeordnet waren, wurden die SA-6-Divisionen zur taktischen Unterstützung der Landstreitkräfte der VJ im Kosovo sowie in Montenegro stationiert. Neben den Raketenbatterien bestand das Arsenal aber auch insbesondere aus mobilen Raketen sowie zahlreicher Flugabwehrartillerie.

### Luftwaffe der VJ

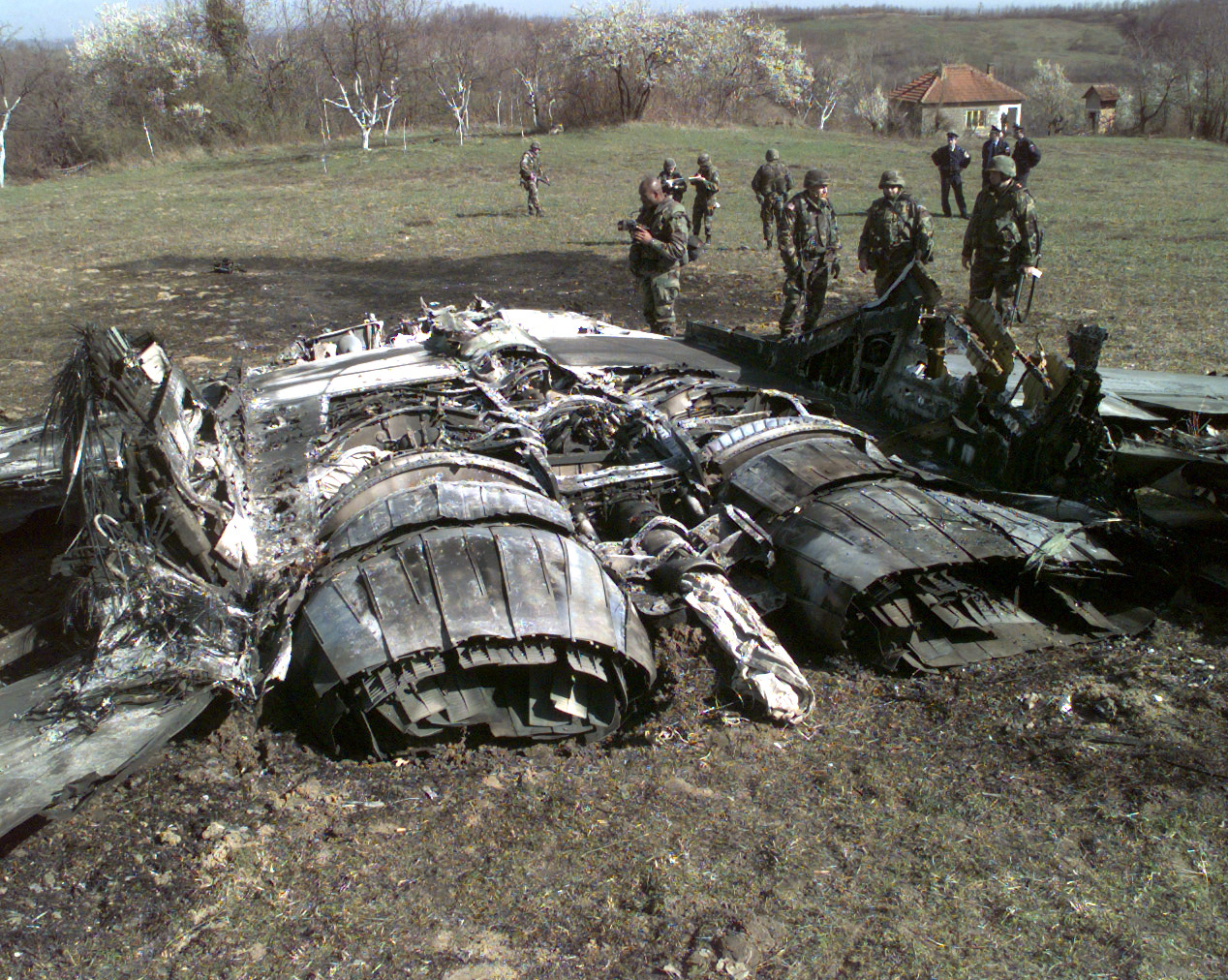
Abgeschossene MiG-29 des Piloten Zoran Radosavljevic vom 26. März 1999 bei Ugljevik in Bosnien

Die Luftverteidigung der Luftwaffe (Ratno vazduhoplovstvo, RV) der VJ übernahm ausschließlich die 127. Jagdfliegerstaffel des 204ten Flugregimentes mit 16 MiG-29, von denen sich keine einzige Maschine bei Ausbruch der Kampfhandlungen in technisch einwandfreiem Zustand befand. Den 45 technisch überholten MiG-21-Abfangjägern war der Einsatz strikt verboten worden. Der Kommandant der Luftwaffe Spasoje Smiljanić beorderte trotzdem am 24. März 1999 die operative Verteilung von zehn einsatzbereiten MiG-29-Jagdfliegern auf die sechs Basen Batajnica (Belgrad), Niš, Lađevci (Kraljevo), Ponikve, Slatina (Pristina) und Golubovci (Podgorica) an. Die 127. Staffel war mit zwei MiG-29 in Ponikve, einer MiG-29 in Golubovci, zwei MiG-29 in Niš und sechs MiG-29 in Batajnica verteilt.
Die Luftverteidigung der Luftwaffe der VJ hatte nur symbolische Bedeutung, war aber insbesondere am Anfang der Kampfhandlungen aktiv. Das RV blieb aber während der gesamten Kampfhandlungen operativ und unterstützte insbesondere die Bodentruppen der VJ im Kosovo. Ein Erdkampfflugzeug wurde dabei von der NATO abgeschossen. Die Koordination des RV erfolgte über das Operative Zentrum im Berg Straževica bei Belgrad, von wo auch die Raketen- und Radareinheiten der PVO geleitet wurden. Jedoch gab es bei den Einsätzen der 127. Jagdstaffel zu keiner Zeit eine operational effektive Führung durch das Informationssystem Vojin (Vazdusno osmatranje, javljanje i navodjenje). Die Piloten blieben während der Einsätze praktisch auf sich gestellt und wurden insbesondere auf massiven Druck von politischer Seite zu den aussichtslosen Einsätzen getrieben.
Neben drei Piloten gehört auch der höchste Offizier, der während der OAF ums Leben kam, der ehemalige Luftwaffenchef des RV und der PVO, General Ljubiša Veličković, zu Angehörigen des RV. Als Umstand seines Todes gilt bis heute offiziell ein Besuch bei den Streitkräften der Luftverteidigung bei Pančevo am 1. Juni 1999. Bekannt ist aber auch, dass der General Missionen auf der MiG-29 übernahm und diese seit dem 25. Mai 1999 vom zivilen Flughafen Surčin ausführte. Insgesamt sind 39 Angehörige des RV und der PVO bei den Kämpfen ums Leben gekommen. Die Einheiten der 250. Raketenbrigade sowie die 126. VOJIN-Brigade wurden nach dem Krieg als „Nationalhelden“ mit der höchsten Ehrenmedaille ausgezeichnet.

## Opfer

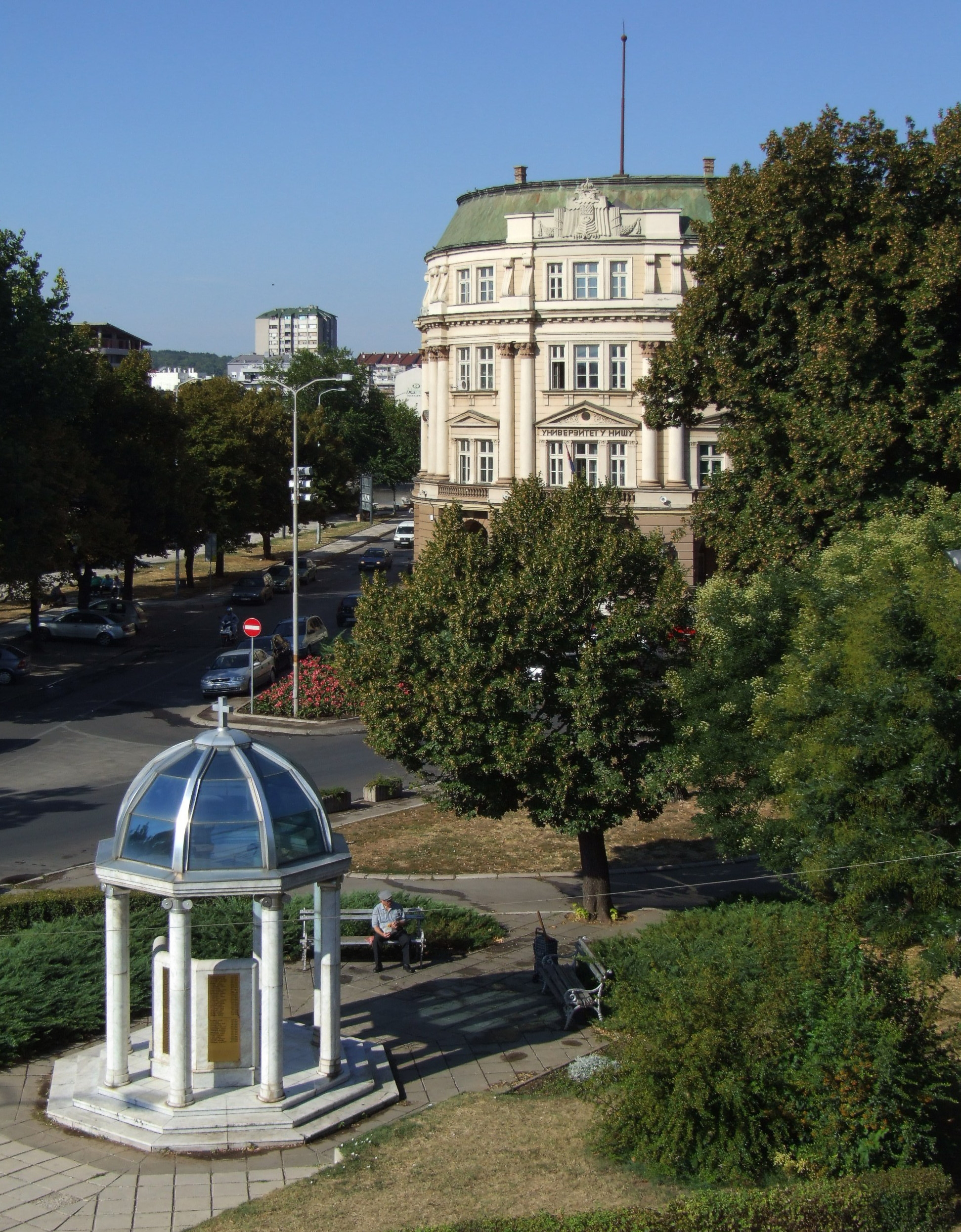
Gedenkkapelle für die Opfer des NATO-Bombardements in Niš

Human Rights Watch geht davon aus, dass Operation Allied Force den Tod von mindestens 489 und höchstens 528 Zivilisten verursacht hat. Von der U.S. Air Force und der Royal Air Force wurden dabei auch die später international geächteten Streubomben eingesetzt. Die NATO selbst geht von einem Anteil von mindestens 10 % an Blindgängern aus, die bis zu ihrer Räumung eine Gefahr für Zivilisten waren. Ebenfalls mehrfach beschossen wurden Chemieanlagen in Pančevo, in Novi Sad und in Bor. 
Mediziner machten die dabei freigesetzten, enormen Mengen an Schadstoffen sowie die verwendete Uranmunition verantwortlich dafür, dass Serbien 2021 die höchste Lungenkrebs-Rate in Europa hatte.
Beim Angriff auf das Gebäude des Radio-Televizija Srbije (Rundfunk Serbiens) in Belgrad starben 16 Menschen. Beim Luftangriff auf die Brücke bei Varvarin starben zehn Menschen, 30 weitere wurden teils schwer verletzt. Bei der Bombardierung der chinesischen Botschaft in Belgrad starben drei Journalisten.

## Völkerrechtliche Beurteilung

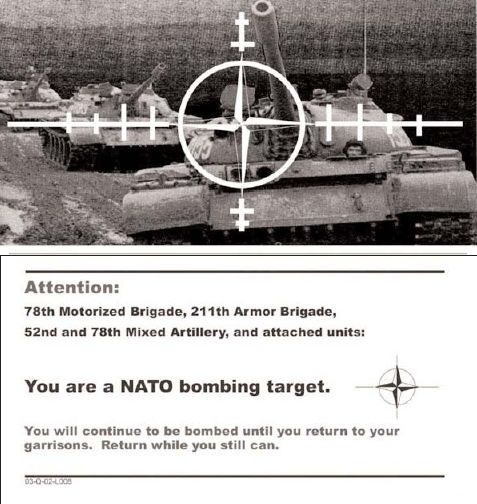
PSYOPS-Kampagne der NATO: Über Jugoslawien abgeworfener Flyer

Die Operation Allied Force war der erste Einsatz der NATO, der weder durch ein UNO-Mandat gedeckt noch durch das Eintreten des Bündnisfalls zu rechtfertigen war.
Aufgrund dieses Zäsurcharakters innerhalb des westlichen Militärbündnisses ist die völkerrechtliche Zulässigkeit des Einsatzes bis heute umstritten.
In der Begründung der NATO handelte es sich um eine humanitäre Intervention, die damit ihrer Schutzverantwortung für die zivile Bevölkerung nachgekommen sei. So wurde für die Ereignisse im Kosovo im Vorfeld des NATO-Einsatzes von Rudolf Scharping der Begriff der humanitären Katastrophe geprägt und mit Bildern von Massakern untermalt, der damalige deutsche Außenminister Joschka Fischer stellte auf dem Kosovo-Sonderparteitag in Bielefeld 1999 eine Verbindung zum Holocaust her:

„Aber ich stehe auf zwei Grundsätzen, nie wieder Krieg, nie wieder Auschwitz, nie wieder Völkermord, nie wieder Faschismus.“

Dies wurde durch Vorfälle wie das Massaker von Račak und den sogenannten Hufeisenplan gerechtfertigt, die von der NATO als Verbrechen gegen die Menschlichkeit interpretiert wurden.
Die genauen Hergänge und Umstände von Übergriffen gegen ethnische Albaner sind jedoch bis heute umstritten, die Existenz des „Hufeisenplans“ zur Umsiedlung ethnischer Albaner konnte nie bewiesen werden.

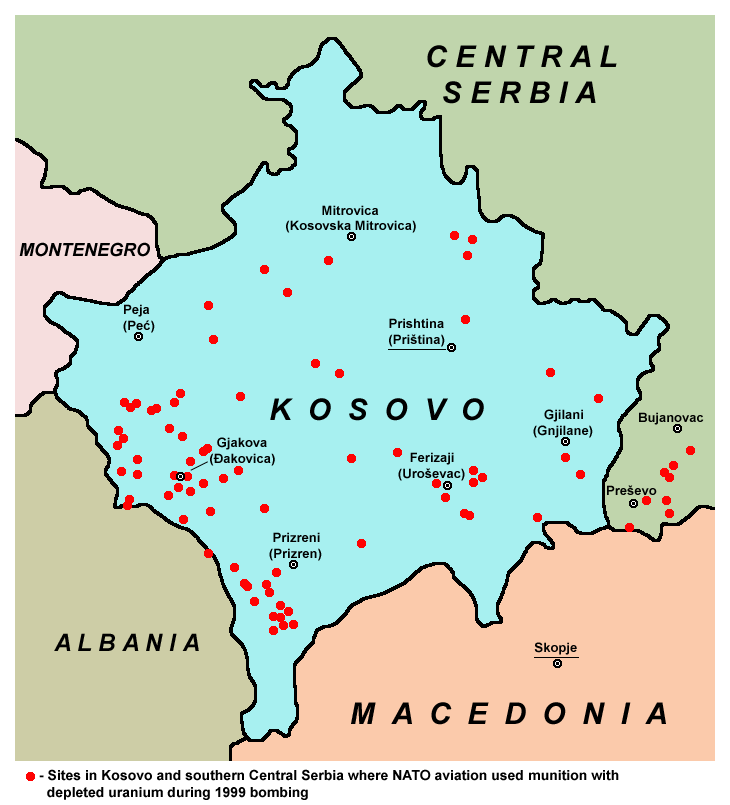
Einsatz Uran-ummantelter Munition

Für den Kriegseinsatz selbst wurden die Auswahl nicht-militärischer Ziele, der Einsatz von Streubomben und der Einsatz von Uranmunition kritisiert.

## Militärische Beurteilung
Benjamin Lambeth urteilte 2001 in seiner Analyse der Militärstrategie und ihrer Umsetzung, dass nicht nur das Wetter und die überraschende Flexibilität des Gegners die Durchführung der Operation behinderten. Hinderlich sei darüber hinaus die anhaltende Unschlüssigkeit der Entscheidungsträger auf Seiten der USA und der NATO gewesen. Diese sei durch die Besorgnis um unbeabsichtigte Opfer in der Zivilbevölkerung und um den Verlust eigener Flugzeuge hervorgerufen worden, außerdem durch die scharfen Meinungsverschiedenheiten innerhalb der militärischen Führung der USA hinsichtlich des bestmöglichen Einsatzes der alliierten Luftstreitkräfte gegen serbische Anlagen. Aus diesen und anderen Gründen sei der Luftkrieg der NATO für den Kosovo wesentlich weniger effizient gewesen als der Luftkrieg im Zweiten Golfkrieg (Desert Storm), wie unvermeidbar auch einige Aspekte gewesen sein mögen.